# 拉讷沃维尔-德旺莱庞日
拉讷沃维尔-德旺莱庞日（法語：La Neuveville-devant-Lépanges，法語發音：[la nœv.vil dəvɑ̃ lepɑ̃ʒ] ⓘ，意为“莱庞日前方的拉讷沃维尔”）是法国大東部大區孚日省的一个市镇，属于埃皮纳勒区。该市镇2009年时的人口为499人。

## 人口
拉讷沃维尔-德旺莱庞日人口变化图示
| 数据来源：INSEE |